# Manchester United W.F.C.
Câu lạc bộ bóng đá nữ Manchester United là một câu lạc bộ bóng đá chuyên nghiệp có trụ sở tại vùng ngoại ô Salford ở Broughton, cách trung tâm thành phố Manchester khoảng 2,4 km. Câu lạc bộ đang thi đấu tại FA WSL 1, giải đấu cao nhất của bóng đá nữ tại Anh sau khi được thăng hạng từ FA WSL 2 vào cuối mùa giải 2018–19. Các cầu thủ nữ sẽ đóng quân ở sân The Cliff, đây là khu huấn luyện cũ của các đồng nghiệp nam.

## Lịch sử

### Thập niên 1970–2001: Đội bóng không chính thức
Một đội bóng là Manchester United Supporters Club Ladies bắt đầu hoạt động từ cuối thập niên 1970 và không được công nhận chính thức là đội nữ của câu lạc bộ Manchester United. Họ là một trong những thành viên sáng lập North West Women's Regional Football League vào năm 1989. Trong suốt những năm 90, họ đã thi đấu tại nhiều cấp độ của FA Women's National League cho đến năm 2001.

### 2001–2005: Hợp tác và giải thể
Vào năm 2001, đội đã thành lập mối quan hệ hợp tác với Manchester United. Tuy nhiên, đội bóng bắt đầu đi xuống với một chuỗi những lần xếp giữa bảng tại giải hạng ba. Bốn năm sau, năm 2005, đội bóng bị giải thẻ một thời gian ngắn sau khi Malcolm Glazer tiếp quản và cho rằng đội bóng nữ không phải là phần chính của hoạt động kinh doanh. Giám đốc truyền thông của Manchester United cũng nói rằng họ muốn tập trung hơn vào học viện trẻ thay vì đội bóng.

### 2018–nay: Đội bóng hiện tại
Vào tháng 3 năm 2018, Manchester United công bố ý định tái thành lập một đội bóng đá nữ. Câu lạc bộ bóng đá nữ Manchester United được thành lập vào ngày 28 tháng 5 năm 2018 sau khi được cấp các giấy tờ cần thiết từ FA và sẽ thi đấu tại giải hạng hai mùa giải 2018–19, đánh dấu sự trở lại của câu lạc bộ đối với bóng đá nữ sau 13 năm vắng bóng. Mặc dù Manchester United giải thể đội bóng nữ vào năm 2005 để tập trung vào việc đào tạo cầu thủ bóng đá nữ của đội trẻ tuy nhiên học viện của câu lạc bộ luôn luôn được hỗ trợ từ Quỹ Manchester United, hai nữ cầu thủ xuất sắc nhất Học viện khi đó là Izzy Christiansen và Katie Zelem. Casey Stoney được bổ nhiệm làm huấn luyện viên trưởng đầu tiên của câu lạc bộ vào ngày 8 tháng 6 với trong tay của cô có 21 cầu thủ trong đội hình được công bố chỉ một tháng sau đó.
Trận đấu đầu tiên của đội là vào ngày 19 tháng 8 năm 2018, khi họ giành chiến thắng 1–0 trong trận đấu với Liverpool tại FA League League Cup, Lizzie Arnot ghi bàn thắng đầu tiên sau 13 năm. Ba tuần sau, họ có trận ra mắt tại FA Women's Championship với chiến thắng 12–0 trước Aston Villa. Vào ngày 17 tháng 4 năm 2019, United bảo đảm thăng hạng lên FA Women's Super League sau chiến thắng 5–0 cũng trước đối thủ đó. Họ giành được danh hiệu FA Women's Championship 3 ngày sau đó trong trận thắng 7–0 trên sân nhà trước đối thủ Crystal Palace. Vào tháng 5 năm 2019, Manchester United đã được vinh danh là Câu lạc bộ xuất sắc nhất năm của FA tại Giải thưởng bóng đá nữ Anh năm 2019.
Mở đầu mùa giải đầu tiên của họ tại FA WSL là trận derby với Manchester City tại Sân vận động Thành phố Manchester. Manchester City đã giành chiến thắng với tỉ số tối thiểu 1–0 trước sự tham dự của 31.213 khán giả, là kỉ lục của giải khi đó. Tuy nhiên, mùa giải đã phải kết thúc sớm vì đại dịch COVID-19, đội giành hạng tư dựa vào tỉ lệ điểm/số trận. Ở Cúp FA, họ để thua Manchester City 2–3 ở vòng 4, nhưng đã vào đến bán kết của League Cup lần thứ hai liên tiếp, nhận thất bại 0–1 trước nhà vô địch năm đó là Chelsea.
Đội đã giành chiến thắng 2–0 trước West Ham United trong trận đấu đầu tiên tại sân Old Trafford.
Vào ngày 12 tháng 5 năm 2021, Manchester United đã thông báo Casey Stoney sẽ thôi chức huấn luyện viên trưởng vào cuối mùa giải. Marc Skinner được bổ nhiệm là người thay thế sau đó.

## Sân thi đấu
Sau khi được cấp các giấy tờ cần thiết từ FA, Đội nữ Manchester United sẽ tham dự giải hạng Hai mùa giải 2018-19. Đội hình của Man United nữ sẽ đóng quân ở sân tập nổi tiếng nhất lịch sử câu lạc bộ, The Cliff ở Broughton, Salford. Trong tương lai đội nữ của Quỷ đỏ sẽ thi đấu tại Leigh Sports Village. Moss Lane là sân bóng dự phòng trong trường hợp sân Leigh Sports Village không hoạt động. Sân Ewen Fields cũng đã được sử dụng như một kế hoạch dự phòng.

## Các cầu thủ

### Đội hình hiện tại

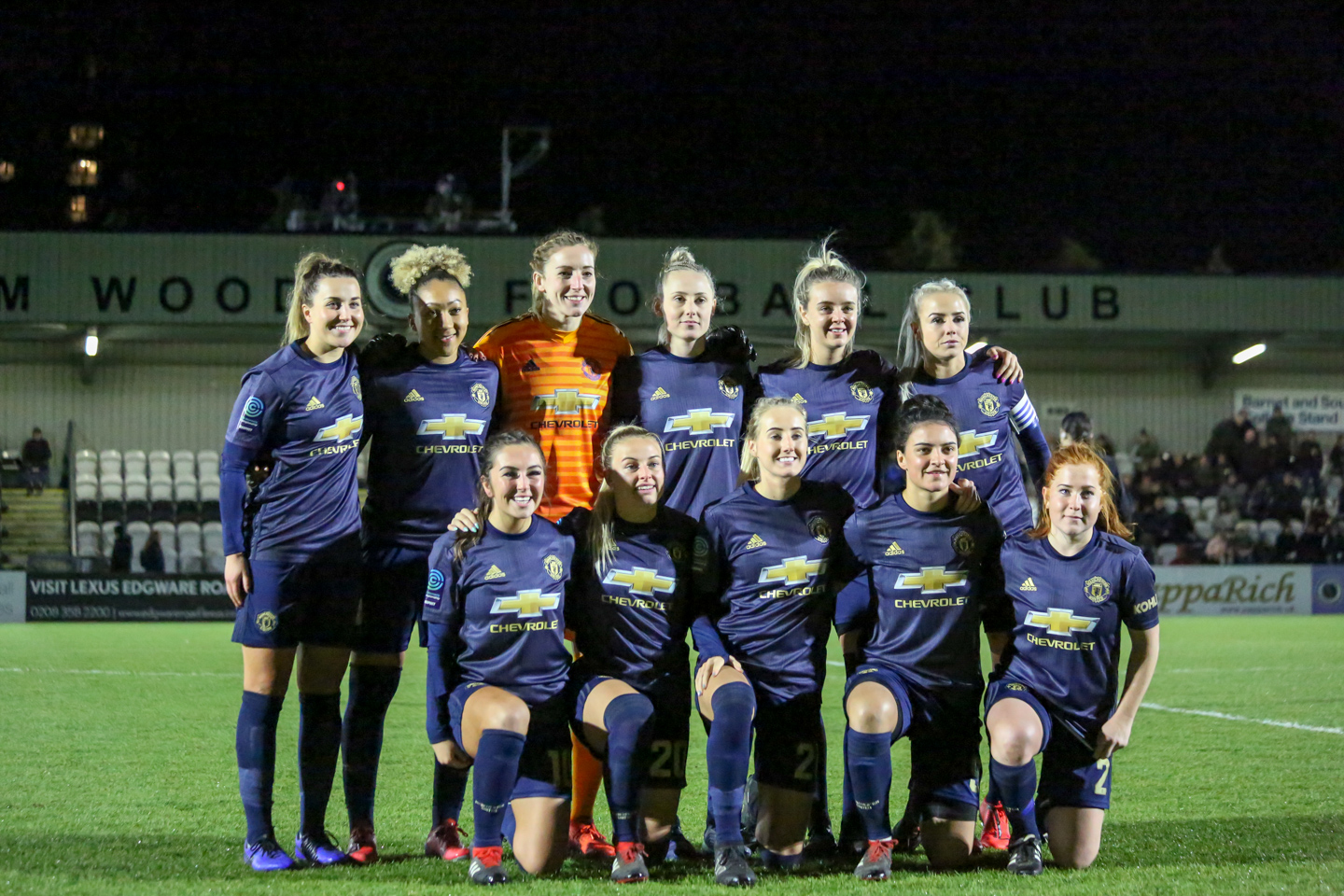
Manchester United vào tháng 2 năm 2019 khi đối đầu với Arsenal

Tính đến ngày 27 tháng 1 năm 2022.
Ghi chú: Quốc kỳ chỉ đội tuyển quốc gia được xác định rõ trong điều lệ tư cách FIFA. Các cầu thủ có thể giữ hơn một quốc tịch ngoài FIFA.
| Số | VT | Quốc gia | Cầu thủ            |
| -- | -- | -------- | ------------------ |
| 2  | HV | Anh      | Martha Harris      |
| 3  | HV | Na Uy    | Maria Thorisdottir |
| 5  | HV | Anh      | Aoife Mannion      |
| 6  | HV | Anh      | Hannah Blundell    |
| 7  | TĐ | Anh      | Ella Toone         |
| 8  | TV | Na Uy    | Vilde Bøe Risa     |
| 9  | TĐ | Scotland | Martha Thomas      |
| 10 | TV | Anh      | Katie Zelem (C)    |
| 11 | TĐ | Anh      | Leah Galton        |
| 12 | TV | Wales    | Hayley Ladd        |
| 13 | TĐ | Brasil   | Ivana Fuso         |
| 14 | TV | Hà Lan   | Jackie Groenen     |

| Số | VT | Quốc gia         | Cầu thủ                                                |
| -- | -- | ---------------- | ------------------------------------------------------ |
| 15 | HV | Cộng hòa Ireland | Diane Caldwell                                         |
| 16 | TĐ | Đan Mạch         | Signe Bruun (Cho mượn từ Lyon đến 30 tháng 6 năm 2022) |
| 17 | HV | Tây Ban Nha      | Ona Batlle                                             |
| 18 | TĐ | Scotland         | Kirsty Hanson                                          |
| 20 | HV | Scotland         | Kirsty Smith                                           |
| 21 | HV | Anh              | Millie Turner                                          |
| 23 | TĐ | Anh              | Alessia Russo                                          |
| 24 | TĐ | Wales            | Carrie Jones                                           |
| 27 | TM | Anh              | Mary Earps                                             |
| 32 | TM | Anh              | Sophie Baggaley                                        |
| 37 | TV | Anh              | Lucy Staniforth                                        |
| —  | TV | Anh              | Jade Moore                                             |

#### Cho mượn
Ghi chú: Quốc kỳ chỉ đội tuyển quốc gia được xác định rõ trong điều lệ tư cách FIFA. Các cầu thủ có thể giữ hơn một quốc tịch ngoài FIFA.
| Số | VT | Quốc gia | Cầu thủ                                                    |
| -- | -- | -------- | ---------------------------------------------------------- |
| 1  | TM | Anh      | Emily Ramsey (tại Birmingham City đến 30 tháng 6 năm 2022) |
| 22 | TM | Anh      | Fran Bentley (tại Bristol City đến 30 tháng 6 năm 2022)    |
| 25 | HV | Anh      | Tara Bourne (tại Sheffield United đến 30 tháng 6 năm 2022) |

## Học viện bóng đá nữ Manchester United

### Đội hình U21
Ghi chú: Quốc kỳ chỉ đội tuyển quốc gia được xác định rõ trong điều lệ tư cách FIFA. Các cầu thủ có thể giữ hơn một quốc tịch ngoài FIFA.
| Số | VT | Quốc gia | Cầu thủ         |
| -- | -- | -------- | --------------- |
| 26 | TV | Anh      | Rebecca May     |
| 28 | TV | Anh      | Annie Hutchings |
| 31 | TĐ | Anh      | Maria Edwards   |
| 33 | HV | Anh      | Poppy Lawson    |
| 34 | HV | Anh      | Emma Taylor     |
| 35 | HV | Anh      | Sasha McTiffin  |
| 36 | HV | Anh      | Jessica Simpson |
| 38 | TĐ | Na Uy    | Karna Solskjær  |
| 40 | HV | Scotland | Niamh Murphy    |

| Số | VT | Quốc gia | Cầu thủ        |
| -- | -- | -------- | -------------- |
| 41 | TĐ | Anh      | Keira Barry    |
| 42 | HV | Wales    | Izzy Reidford  |
| 43 | TĐ | Anh      | Eleanor Ashton |
| 45 | TV | Anh      | Ella Kinzett   |
| 46 | TĐ | Anh      | Alyssa Aherne  |
| 47 | TV | Anh      | Polly Watson   |
| —  | TV | Anh      | Emily Brough   |
| —  | HV | Anh      | Amaris Ince    |
| —  | TV | Wales    | Megan Lewis    |

#### Cho mượn
Ghi chú: Quốc kỳ chỉ đội tuyển quốc gia được xác định rõ trong điều lệ tư cách FIFA. Các cầu thủ có thể giữ hơn một quốc tịch ngoài FIFA.
| Số | VT | Quốc gia | Cầu thủ                                                         |
| -- | -- | -------- | --------------------------------------------------------------- |
| 30 | TV | Wales    | Chloe Williams (dual registration with Blackburn Rovers)        |
| 39 | TM | Wales    | Safia Middleton-Patel (dual registration with Blackburn Rovers) |

### Lịch sử Nhà quản lí bóng đá
- Charlotte Healy (2019–nay)

## Ban huấn luyện

### Đội 1
Tính đến ngày 29 tháng 7 năm 2021.
| Chức vụ                   | Tên          |
| ------------------------- | ------------ |
| Huấn luyện viên trưởng    | Marc Skinner |
| Trợ lí huấn luyện viên    | Martin Ho    |
| Huấn luyện viên thủ môn   | Ian Willcock |
| Huấn luyện viên hiệu suất | Elle Turner  |
| Huấn luyện viên thể lực   | Tommy Munday |

### Học viện
| Chức vụ             | Tên             |
| ------------------- | --------------- |
| Huấn luyện viên U21 | Charlotte Healy |

## Các huấn luyện viên trong lịch sử
Cập nhật tới ngày 5 tháng 3 năm 2022. Chỉ các trận đấu chính thức mới được tính.
| Hình ảnh | Tên          | Quốc tịch | Từ                  | Đến                 | P  | W  | D | L  | GF  | GA | Win%   | Danh hiệu                 | Ghi chú      |
| -------- | ------------ | --------- | ------------------- | ------------------- | -- | -- | - | -- | --- | -- | ------ | ------------------------- | ------------ |
|          | Casey Stoney | Anh       | 8 tháng 6 năm 2018  | 16 tháng 5 năm 2021 | 77 | 52 | 6 | 19 | 213 | 60 | 067,53 | 1 FA Women's Championship | [ 9 ] [ 32 ] |
|          | Marc Skinner | Anh       | 29 tháng 7 năm 2021 | hiện tại            | 23 | 12 | 6 | 5  | 45  | 27 | 052,17 |                           | [ 33 ]       |

## Danh hiệu
- FA Women's Championship
  - Vô địch: 2018–19[13]
- FA WSL Academy Cup: 1
  - 2021–22

## Các mùa giải
| Mùa giải | Giải đấu     | Giải đấu | Giải đấu | Giải đấu | Giải đấu | Giải đấu | Giải đấu | Giải đấu | Giải đấu | FA Women's Cup | FA WSL Cup | Ghi bàn nhiều nhất | Ghi bàn nhiều nhất |
| Mùa giải | Phân hạng    | P        | W        | D        | L        | GF       | GA       | Pts      | Pos      | FA Women's Cup | FA WSL Cup | Tên cầu thủ        | Số bàn thắng       |
| -------- | ------------ | -------- | -------- | -------- | -------- | -------- | -------- | -------- | -------- | -------------- | ---------- | ------------------ | ------------------ |
| 2018–19  | Championship | 20       | 18       | 1        | 1        | 98       | 7        | 55       | Vô địch  | Tứ kết         | Bán kết    | Jessica Sigsworth  | 18                 |
| 2019–20  | FA WSL       | 14       | 7        | 2        | 5        | 24       | 12       | 23       | Thứ 4    | Vòng 4         | Bán kết    | Lauren James       | 9                  |
| 2020–21  | FA WSL       | 22       | 15       | 2        | 5        | 44       | 20       | 47       | Thứ 4    | Vòng 5         | Vòng bảng  | Ella Toone         | 10                 |